# Paropsisterna m-fuscum
Paropsisterna m-fuscum es una especie de escarabajo del género Paropsisterna, familia Chrysomelidae. Fue descrita científicamente por Boheman en 1859.
Especie nativa de Australia. Se alimenta de especies de Eucalyptus. Introducida en California y encontrada en Carolina del Sur en 2012. Este insecto puede llegar a ser muy prolífico y es una especie de plaga grave en la industria forestal.